# Norra Järpestolstjärnet
Norra Järpestolstjärnet är en sjö i Bengtsfors kommun i Dalsland och ingår i Göta älvs huvudavrinningsområde.